# Sielsowiet Ciareniczy
Sielsowiet Ciareniczy (biał. Цярэніцкі сельсавет, ros. Тереничский сельсовет) – sielsowiet na Białorusi, w obwodzie homelskim, w rejonie homelskim, z siedzibą w Ciareniczach.

## Demografia
Według spisu z 2009 sielsowiet Ciareniczy zamieszkiwało 1936 osób, w tym 1782 Białorusinów (92,05%), 97 Rosjan (5,01%), 26 Ukraińców (1,34%), 5 Romów (0,26%), 5 Azerów (0,26%), 5 Greków (0,26%), 13 osób innych narodowości i 3 osoby, które nie podały żadnej narodowości.

## Geografia i transport
Sielsowiet położony jest w północnozachodniej części rejonu homelskiego. Największą rzeką jest Uza. Przebiega przez niego droga magistralna M5.

## Historia
19 czerwca 2008 do sielsowietu Ciareniczy włączono w całości likwidowany sielsowietu Cielaszy.

## Miejscowości
- agromiasteczko:
  - Ciareniczy
- wsie:
  - Cielaszy
  - Iwanauka
  - Rudnia Cielaszouskaja
  - Zadorauka
- osiedla:
  - Faszczauka
  - Iwańkau
  - Jaustratauka
  - Kalinauka
  - Kurhany
  - Malinauka
  - Malinauka Cielaszouskaja
  - Mikolsk
  - Murauczy
  - Pierachod
  - Praswiet
  - Rubież
  - Wiszniouka
  - Żytoula